# Wallace Bud Smith
Wallace Bud Smith est un boxeur américain né le 2 avril 1924 à Cincinnati, Ohio, et mort le 11 juillet 1973.

## Carrière
Passé professionnel en 1948, il devient champion du monde des poids légers le 29 juin 1955 après sa victoire aux points contre Jimmy Carter. Vainqueur du combat revanche, Smith s'incline face à Joe Brown le 24 août 1956. Il met un terme à sa carrière en 1958 sur un bilan de 31 victoires, 23 défaites et 6 matchs nuls.